# Big Mouth
Big Mouth är en amerikansk animerad komediserie vars första säsong hade premiär den 29 september 2017. Första säsongen bestod av 10 avsnitt. Den sjunde säsongen hade premiär på Netflix under hösten 2023. Serien är skapad av Jennifer Flackett, Andrew Goldberg och Nick Kroll som också skrivit seriens manus.

## Handling
Serien kretsar kring en grupp tonårsvänner vars liv ställs på ända på grund av puberteten.

## Rollista i urval
- Nick Kroll
  - Nicholas Arsenio
  - Maurice the Hormone Monster
  - Coach Steve Rick the Hormone Monster
  - Lola Ugfuglio
  - Nick Starr
- John Mulaney - Andrew Glouberman
- Jessi Klein - Jessica Cobain "Jessi" Glaser
- Jason Mantzoukas - Jayzerian Ricflairian "Jay" Bilzerian
- Jenny Slate
  - Melissa "Missy" Foreman-Greenwald
  - Mirror Missy
  - Caitlin Grafton
- Fred Armisen - Elliot Birch
- Maya Rudolph
  - Connie the Hormone Monstress
  - Diane Birch
  - Bonrad "Bonnie" LaCienega
- Jordan Peele
  - Duke Ellingtons spöke
  - Freddie Mercurys spöke
  - David Bowies spöke